# Amblyseius perlongisetus
Amblyseius perlongisetus är en spindeldjursart som beskrevs av Berlese 1916. Amblyseius perlongisetus ingår i släktet Amblyseius och familjen Phytoseiidae. Inga underarter finns listade i Catalogue of Life.